# 松竹ロビンス
松竹ロビンス（しょうちくロビンス、Shochiku Robins）は、1936年から1952年まで17年間活動した日本のプロ野球球団。セントラル・リーグに加盟していた。
1953年に旧・大洋ホエールズと対等合併し、大洋松竹ロビンスとなった。しかし、その翌年に合併時の親会社だった松竹が球団経営から撤退したため、実質的には大洋ホエールズ（現：横浜DeNAベイスターズ）に吸収合併された形になり、それ以降は消滅球団の扱いを受けている。

## 球団の歴史

### 戦前
始祖は1936年2月15日に結成された大東京軍（だいとうきょうぐん）。親会社は新愛知新聞社（現・中日新聞社）傘下の國民新聞社。新愛知主筆の田中斉が名古屋軍とともに独自で「大日本野球連盟」というプロリーグ結成を企画したもので、会社名は、株式会社大日本野球連盟・東京協会となったが、独自のリーグ構想は頓挫し、正力松太郎により構想された日本職業野球連盟へ名古屋軍とともに加盟した。球団の会長には元警視総監の宮田光雄が就任し、宮田の指名で元國民新聞記者の鈴木龍二が球団常務（代表）となった。戦後も長くプロ野球界の要職を務めた鈴木がプロ野球と関わりを持ったのは、これがきっかけであった。
「新愛知」が実質的に二つの球団を保持したことで資金難で経営が苦しく、同年中に小西得郎の仲介で共同印刷専務の大橋松雄の手に渡った。しかし大橋は財閥の息子で、印刷業以外に金を使うことに父親（大橋光吉。博文館の創業者大橋佐平の娘婿で、共同印刷の創業者）の目がうるさくなり、妻同士が姉妹だった大阪市で繊維商社の田村駒商店（1943年に田村駒に改称）を経営する田村駒治郎を経営に参加させた。大橋は「大東京軍という名前では経営が成り立たないと、スポンサーとのタイアップを思い付き、1937年8月に「ライオン歯磨本舗」の名前で営業をおこなっていた小林商店（現・ライオン）をスポンサーに迎えチーム名はライオン軍となった。大橋は「大東京軍のスポンサー候補には積極的に新聞広告を入れている会社がいい」として、ライオン歯磨本舗以外に味の素・わかもと製薬・近江兄弟社を挙げていた。しかし「ユニフォームに『LION』と入れるだけでいい」と要求したライオン歯磨本舗以外は「ユニフォームに自社製品の名前を入れてほしい」と要求してきたため、スポンサーをライオン歯磨本舗に決めたという。
大橋が親がかりでもあり、親の手前積極的に動けない、田村も二代目だが父親は亡くなっていて自由に金が使えるということもあって、同年秋季シーズン終了後に田村に譲渡しチームを大阪に移した。田村はもともと野球好きで、訪米の際にメジャーリーグベースボールに接してそのオーナーが社会的尊敬を受けることに憧れを抱いたという。
田村は田村駒の地元・関西の人気球団である大阪タイガースの向こうを張る意味でこの「ライオン軍」の名前を気に入っていた。しかし、1940年シーズン途中、球団名を日本語化する決定が理事会でなされ、改称を迫られる。ライオン軍はスポンサーの小林商店からかなりの資金援助を受けており（当時の選手の年俸の半分が小林商店からの資金援助で賄われた）、チーム名改称はスポンサー降板に繋がるため球団経営に支障をきたすおそれがあった。各球団がシーズン途中ながら球団名を変更する中、ライオン軍は「ライオンは日本語である」と主張して名称を変えずに1940年のシーズンを終えた。結局、翌1941年より朝日軍（あさひぐん）に改称。小林商店とのスポンサー契約は終了となった。鈴木龍二は1941年のシーズン中に、連盟の理事長に就任したため、朝日軍を退いている。
田村がチームを引き受けてからはファンも増えて経営状態も以前よりはよくなったが、「それでも相当の持ちだしであった」と田村駒の社史には記されている。

### 戦後
田村は戦争中、チームを奈良県御所市（当時は御所町）の傘下の軍需工場に疎開させ、工場長の橋本三郎 に預けていた。しかし1945年の終戦後、田村から連絡がなかったという理由で、橋本は独断でチームを「ゴールドスター」として日本野球連盟に加盟を申請、田村は強く反発するが鈴木龍二の説得を受けて了解、改めてチーム作りを余儀なくされる。
翌1946年、球団名をパシフィックに変えてリーグに復帰（当時の会社名は朝日野球倶楽部）。愛称は太平（たいへい）で太平パシフィックとも呼ばれた（参照）。翌1947年のニックネーム導入により太陽ロビンス（たいようロビンス）と改められる。「太陽」の由来は田村駒がかつて製販一体を目指して設立した子会社太陽レーヨンから、「ロビンス」の由来は田村駒治郎オーナーの「駒」から「駒鳥＝ロビン」の連想による。さらに1948年、「野球は点を取らなアカン」「野球選手の太ったのはアカン」という田村の考えから「太陽」から点を取った大陽ロビンス（読み同じ）に球団名をマイナーチェンジ。
1949年、京都新聞との提携により、京都に進出。この時「大陽京都ロビンス」と名乗ったとされている。衣笠球場で41試合、舞鶴で4試合、福知山で2試合を開催。この頃、田村は大阪市内に球場を持つ球団がないことに着目し、北区玉江橋近くの関西相撲協会の土地を買収して本拠地球場を建設する構想を企画する。しかし、この案に対しては大阪タイガースや阪急ブレーブスからターミナルである梅田に近く、客を奪われるという反対の声があがった。加えて南海ホークスが難波に球場を作る構想を打ち出し、阪神や阪急もこれを支持する。日本野球連盟は双方の予定地を視察した後、南海の難波球場案を採用し、田村の玉江橋球場案は実現しなかった。それでも田村は「もし南海が一年以内に球場を完成させなければ、自分の手で球場を作る」と主張。南海は8ヶ月の突貫工事で大阪球場を建設することになった。
1949年、松竹に野球チームを作る気運が出てきて、大谷竹次郎が六代目尾上菊五郎や小西得郎に相談。浜崎真二監督-水原茂助監督というプランでチームの結成を考えていたが、鈴木龍二が田村と松竹を結びつけて松竹ロビンスとなる。2リーグ分裂に伴いセントラル・リーグに加盟した。1949年オフに、主砲の森下重好を、森下の法大野球部の先輩・藤田省三が初代監督に就任した近鉄パールスに放出した。一方、チームの内紛から大映スターズを集団で退団した赤嶺昌志一派（小鶴誠・大岡虎雄・三村勲・金山次郎ら）を、赤嶺からの売り込みにより受け入れる。田村が松竹との提携の条件とした小西の監督就任は、「まとめる監督は小西さんしかいない」という岩本義行（小西とは明治大学の後輩）の説得により実現する。小西自身は監督就任を望んでおらず、浜崎の阪急ブレーブス監督続投が決まったため、不本意ながらもやむを得ず監督に就任したと記している。一方中野晴行は、小西は就任に際して阪急フロントと不仲だった浜崎を助監督に起用することを望み、田村が浜崎（面識はあった）と面会して前向きな回答を得たが、移籍の話が漏洩して阪急からクレームが入り反故になったとしている。
1950年、松竹ロビンスは改称1年目にしてセ・リーグの初代チャンピオンに輝く。エースはこの年39勝の真田重男（重蔵）、主砲小鶴誠は当時の日本新記録であるシーズン51本塁打を記録。チームとしても水爆打線と呼ばれた猛打を発揮した。本拠地は京都市とされたが衣笠球場での開催は4試合にとどまった。提携先の松竹は地方興行の際に地元の映画館で選手とファンの集いを開いた。
しかし、この年の日本シリーズでは毎日オリオンズの前に2勝4敗で屈した（敗因は、真田と小鶴の対立に端を発したチーム内の内紛とする説、リーグ戦での疲労による真田や小鶴の故障と練習不足とする説とがある）。1951年、大阪球場にナイター設備が完成してからは事実上衣笠球場から球場を移転した。この年、田村駒の経営悪化が表面化し、オフには真田重男、岩本義行、大島信雄らを放出する。1952年のシーズンはチームの運営費も削減されることとなり、戦力は低下した。
1952年の開幕前、リーグの代表者会議でシーズン勝率3割を切った球団には処罰を決めるという申し合わせがされていた。この申し合わせは『年度連盟選手権実施要項』の22条に「（あるチームの勝率が3割に達しない場合は）当該球団に対するその後の処置は連盟会長の提案により理事長がこれを決定する」という形で明文化された。その裏には、球団数が奇数で日程が組みにくいことから、下位の球団を整理する意図が含まれていた。迎えた同年公式戦、ロビンスは34勝84敗、勝率.288でシーズンを終え勝率3割を下回った。このため、申し合わせの履行が焦点となる。「近鉄パールスに身売りする」という噂も流れる 中、田村は11月17日にいったん来季の球団存続を表明。11月20日のリーグ代表者会議で6位の広島カープから出た合併の申し入れは拒否したものの、田村駒が多額の負債を抱えていたこともあり、最終的に大洋ホエールズとの合併を受け入れる。1953年1月11日に松竹と大洋漁業（現・マルハニチロ）の関係者による会談で対等合併で合意し、2月5日に両者間での合併が正式に発表された。球団名は「大洋松竹ロビンス」となり、田村は球団経営から退いた。「ロビンス」の名前が残ったのは田村の要望であったという。なお、大映に対抗して球団経営に参画しただけの松竹は当初から野球に熱意がなく、1954年12月11日を以って球団経営から撤退し、球団名も大洋ホエールズに改称された。

### “消滅球団”としての扱い
松竹が球団経営から撤退した後は大洋漁業がそのまま単独で球団経営を継続したことに加え、合併時に順位・個人成績などの各種記録も大洋側のものを引き継いだことから、松竹ロビンスと旧・大洋ホエールズの合併は完全な対等形式であったにもかかわらず実質的には大洋ホエールズに吸収合併された形となり、大東京軍 - 松竹ロビンスの系統は“消滅球団”として扱われることになってしまった。そのため、大洋松竹ロビンスおよび新・大洋ホエールズの後身にあたる横浜DeNAベイスターズの球団史において松竹ロビンスの結成年度や優勝回数およびその他記録は傍系扱いとされて通常は含まれず、横浜DeNA球団は初代セ・リーグ優勝球団の後身でありながら「初代セ・リーグ優勝チーム」と名乗ることができなくなっている。
新聞やテレビなどでは松竹ロビンスを（前身球団である大東京軍、ライオン軍、朝日軍、パシフィック、太陽ロビンス、大陽ロビンスの全ての時代を含めて）「現在の横浜DeNAベイスターズの前身」と表記・紹介することがしばしば見受けられる。松竹ロビンスは現在の横浜DeNAベイスターズを構成する合併球団の一つであり、なおかつ1953年の合併当時は正真正銘の対等合併であったので間違いではない。ただし、大洋ホエールズは1950年に松竹とは無関係に創立され、それから3年間はセ・リーグで松竹と大洋は並立していた。さらに前述のとおり横浜DeNAベイスターズ（および前身の新・大洋ホエールズ、横浜大洋ホエールズ、横浜ベイスターズ）の公式球団史では傍系前身という位置付けになっていることから、単に「前身」と紹介するのは誤解を招く表現とも言える。
1953年2月に新大阪ホテルで行われた松竹・大洋漁業合同での合併会見について、2月8日の京都新聞は「今回の合併は全面的に松竹側の敗北で、プロ野球界の惑星といわれた田村の発言力も、暫定的にロビンズのニックネームを遺したほどにしか過ぎないほど弱められた」と記述があるほか、松竹側が主導権が握れなかった要因に「本拠地をこれまでの実績から大阪球場にすること」「小鶴誠らの松竹の主力選手が新球団=洋松に残留すること」を要望していたが、それが受け入れられなかったことなどを挙げており、事実上は大洋が吸収合併したような形に受け取られている。

## チームの特徴
- 1936年は春季、夏季、秋季の3シーズン制であり、大東京軍は5勝34敗3分の成績を残しているが、連勝をしたことが1度もなかった。通年で連勝がなかったのはこの例だけである。勝率は.128に過ぎなかった。ただし、このシーズンのみ、地域ごとに行われたリーグ戦とトーナメント戦の寄せ集めであるため、1シーズンの勝率記録としては扱われていない。
- また1936年秋季の9月28日から11月22日まで16連敗を記録。これは1リーグ時代の最多連敗記録である。この記録は1970年にヤクルトアトムズが並んだが、1998年にパ・リーグの千葉ロッテマリーンズが18連敗を記録し、現在の日本のプロ野球記録となるまで、実に62年間も破られなかったということになる。
- 戦前・戦中は坪内道則、鬼頭数雄、近藤久らが奮闘するも選手層が薄く低迷。そうした状況で林安夫は1942年のシーズンに541回と1/3を投げ、2021年現在も日本プロ野球記録である。小鶴誠、岩本義行、大岡虎雄、金山次郎ら「水爆打線」と称された得点力抜群の打線に真田重蔵、大島信雄らの好投手を擁し優勝した1950年が華々しいが、実際は好成績の年はほとんどない。
- 1946年に没収試合を4試合経験している。後述。
- 大洋との合併後の1953年度のシーズンは、運営会社の統合が間に合わなかったため、大洋ホエールズを運営する下関市の大洋球団と、当チームの運営会社・松竹球団（京都市）が1つのチームを運営する変則的なやり方となり、選手の給与も旧大洋側、旧松竹側とで別々に支給されていた。シーズン後にようやく運営会社が統合された（対等合併形式による、大洋松竹球団の設立）。

### ロビンスと田村駒治郎
- 名物オーナーといわれた田村駒治郎が球団を譲受したのは結成の翌年であるが、既に大東京軍時代には経営に参画していた。これは次のような経緯による：結成早々にして経営が行き詰まった同球団は国民新聞の経営であったが、この国民新聞は名古屋の新愛知新聞社が経営しており、同社は名古屋で「名古屋軍（現・中日ドラゴンズ）」を経営していた。一社で二球団を持っていた状態は長くなく、間もなく大東京軍の経営は共同印刷の大橋松雄専務に委ねられたものの、大橋は球団経営に熱心ではなかった。この大橋の義兄（妻が姉妹同士）に当たり、かつ野球好きであった田村が大橋から更に委ねられる形で球団経営に参画し、翌年正式に譲渡を受けた。
- 1947年頃、田村には「ホームゲームはロビンス、ビジターゲームはサンズというように愛称を使い分ける」という考えがあった[34][注釈 13]。「サンズ」は太陽レーヨンの「太陽」を英訳したものだが、田村のこの考えに失笑する関係者がほとんどで、愛称を使い分けることはなかった。また田村は1949年に京都新聞との提携を発表した際に、仮の球団名として京都ロビンスとしたが[35]、地元の理解が得られず球団名変更を断念している。
- 1950年のシーズン終了後、二軍を田村駒に移籍させてノンプロチームを結成すると発表した[36]。戦争中に解散したチームを復活でき、見込みのない選手には会社員として給与を与えながら野球をさせた方が生活が楽になるだろうとの意図からであったが、二軍の充実を図っていた他球団の関係者からは呆れられた[36]。

## 球団歌
- 輝けロビンス[37]

作詞：佐伯孝夫 作曲：灰田晴彦
大陽ロビンス時代に作られた歌（田村駒の社史に掲載された楽譜では、タイトルは「輝けRobins」となっている）。松竹ロビンス時代も歌詞の「大陽」を「松竹」に変えれば歌うことは可能だったとみられるが、いつ頃までどの程度の頻度で歌われたかは不詳。田村駒の社史には「レコードも現存している」と書かれている。

### 戦前の球団歌
- 制覇に進む若き獅子（ライオン軍応援歌）[4][39]

作詞：八木好美 作曲：山田耕筰
ライオン軍時代に作成された。

## 球団旗の変遷
- 1947～1948：赤地に白文字で「Robins」
- 1949：赤地に青文字で「Robins」
- 1950～1951（オールスター前）：赤地に青文字で「Robins」。その上に松竹映画の社章。
- 1951（オールスター後）～1953：白地に赤文字で「Robins」。その上に松竹映画の社章。

## ユニフォームの変遷
- 「大東京軍」時代は筆記体の「D」を左胸に付けたユニフォームを使用。
- 「ライオン軍」時代は胸に「LION」のロゴが入り、左袖には獅子のイラストが付けられた。
- 田村駒が繊維商社であったため、同社がオーナーの時代には、物資不足の時代にも他球団より材質のよいユニフォームを使用していた[40]。
- 上記の通り1940年までは「ライオン軍」であったが、敵性語排除がリーグの方針となったため、同年秋の対抗戦では「LION」というロゴを削除してチーム名のないユニフォームを使用した。
- 「朝日軍」時代は「朝」を胸文字に使用。偏に「赤い丸」を入れたデザインとした。
- 「パシフィック」時代は「PACIFIC」と入ったロゴを使用。
- 1950年、松竹となったこの年は、前年来日したサンフランシスコ・シールズのユニホームをモデルにして左胸に「Robins」のロゴが小さく入ったものを使用した。これとは別に通常の胸全面にロビンスのロゴが入ったものも使用している。帽子マークは松竹映画の社章をそのまま使用、左肩には駒鳥のイラストが入る。また当時としては珍しく、パンツの腰部分に小さく背番号が入っていた。
- 1951年は前年セ・リーグを制覇したことを記念したエンブレムが左肩の駒鳥マーク下に入った。

## チーム成績・記録
- 優勝・1回（1950年）
- Aクラス・3回（1942年～1943年、1950年）※
- Bクラス・14回（1937年春～1941年、1944年～1949年、1951年～1952年[注釈 14]）
- 最多勝 98勝（1950年）
- 最多敗 84敗（1952年）
- 最多引分 7分（1943年）
- 最高勝率 .737（1950年）
- 最低勝率 .192（1936年秋）
- 通算成績　647勝896敗57分（1600試合）

※1942年はAクラスが本来なら4チームであるが、阪急軍と同率の4位であり、この年のAクラスは5チームである。

## その他の記録
- 最小ゲーム差 11ゲーム（1938年秋、1943年）
- 最大ゲーム差 50ゲーム（1940年）
- 最多本塁打 179本（1950年）
- 最小本塁打 0本（1936年秋）
- 最高打率 .287（1950年）
- 最低打率 .187（1940年）
- 最高防御率 1.41（1942年）
- 最低防御率 4.59（1949年）

## 歴代本拠地
- 1936-1937 洲崎球場
- 1938-1947 特定の本拠地はなし（主に後楽園球場、甲子園球場、阪急西宮球場）
- 1948 阪急西宮球場
- 1949-51 衣笠球場（1951年より大阪球場が事実上の本拠地、衣笠球場での開催は1949年が41試合、1950年が4試合、1951年が1試合[16]）
- 1952 西京極球場[16]（大阪球場が事実上の本拠地、西京極球場での開催は6試合）

## タイトル獲得選手

### 総合
最優秀選手
- 小鶴誠（1950）

最優秀新人
- 大島信雄（1950）

### 打撃部門
首位打者
- 鬼頭数雄（1940）

本塁打王
- 小鶴誠（1950）

打点王
- 小鶴誠（1950）

盗塁王
- 鬼頭数雄（1937秋）
- 坪内道則（1941 - 1942）
- 金山次郎（1950、1952）

最多安打
タイトル制定（1994年）以前の該当者。
- 鬼頭数雄（1940）

### 投手部門
最多勝利
- 真田重男（1950）

最優秀防御率
- 林安夫（1942）
- 大島信雄（1950）

最多奪三振
タイトル制定以前の該当者。
- 真田重蔵（1946）

最優秀勝率
※ 2001年で廃止され、翌年からは最優秀投手となった。
- 大島信雄（1950）

### ベストナイン
- 鬼頭数雄（外野手：1940）
- 真田重男（投手：1948、1950）
- 荒川昇治（捕手：1950）
- 岩本義行（外野手：1950 - 1951）
- 小鶴誠（外野手：1950）

## 歴代監督
- 1936年春 ： 永井武雄[※ 1]
- 1936年春 - 1936年秋 ： 伊藤勝三[※ 2]
- 1936年秋 - 1938年春 ： 小西得郎（第1次）[※ 3]
- 1938年秋 - 1940年 ： 高田勝生
- 1941年 - 1943年 ： 竹内愛一[※ 4]
- 1944年 ： 坪内道則
- 1946年 - 1947年 ： 藤本定義[※ 5][※ 6]
- 1948年 ： 長谷川信義[※ 7]
- 1949年 ： 石本秀一
- 1950年 ： 小西得郎（第2次）[※ 8]
- 1951年 - 1952年 ： 新田恭一

※太字は優勝達成監督
1. ↑  開幕前に解任。
2. ↑  1936年秋はシーズン途中で辞任。
3. ↑  ここからライオン軍。
4. ↑  ここから朝日軍。
5. ↑  ここからパシフィック。
6. ↑  ここから太陽ロビンス。
7. ↑  ここから大陽ロビンス。
8. ↑  ここから松竹ロビンス。

## 沢村栄治賞受賞者
- 真田重男 ：1回（1950年）

## キーワード

### 洲崎球場誕生秘話
プロ野球のリーグ戦がスタートした1936年は大東京軍の首脳の間に専用球場 を持とうという考えがあり、東京市城東区洲崎にあった東京瓦斯の資材置場が候補となった。東京瓦斯にその旨を伝えたところ、「（当時社会人野球の強豪である）自チームと対戦してくれれば」という条件で承諾された。大東京軍にとっては開幕前のオープン戦4試合目。試合は8回まで7-6で大東京軍がリードしていたが、ここから9点を取られて逆転負け。球団理事の鈴木龍二は激怒し、その場で監督の永井武雄を解任した。公式戦で1試合も指揮を取らずに監督を辞任したのはこの時の永井と、1965年の蔭山和夫（南海ホークス・就任4日後に急死）、1976年のレオ・ドローチャー（太平洋クラブライオンズ・契約を結ぶも病気のため来日できず）の3人しかいない。大東京軍はこの試合の審判員だった小西得郎が11月に監督に就任するまで、内野手の伊藤勝三が監督を兼任した。なお永井は解任から2年後、日中戦争に従軍し戦死しており、鈴木は後の回想録の中でこの解任を悔やんだと言う。「監督」としては実際の職業野球の公式戦では指揮は執れずに終わったが、イーグルスで選手兼任監督のまま出征して戦死した寺内一隆と共に「鎮魂の碑」に名前が刻まれている。
完成した洲崎球場はその年の東京巨人軍と大阪タイガースの年度優勝決定戦の舞台となりその名を知られるようになったものの、海抜の低い埋立地であったため満潮になるとグラウンドに海水が入るという不具合が生じ、さらに翌1937年に後楽園球場が完成したこともあり、プロ野球開催は年々減少していった。

### 没収試合第1号
1946年5月に行われた4試合（5月20日・対セネタース戦、5月23日・対近畿グレートリング戦、5月24日・対阪急軍戦、5月26日・対近畿グレートリング戦。全て球場は西宮球場）がいずれも0-9敗戦の没収試合となり、5月20日の試合がその第1号となった。
これは当時の監督・藤本定義が、戦前既存球団でプレーしていた元東京巨人軍の白石敏男と元阪神軍の藤井勇の2名について、この年からパシフィックのメンバーとして登録させたが、これを巡っての調査中にもかかわらず同年5月の公式戦4試合に出場させたとして、当該4試合を没収試合（0-9の敗戦）扱いとさせられた（なお元東京巨人軍のヴィクトル・スタルヒンも調査対象となっていたが、当該4試合には出場していない）。この4試合での白石と藤井の出場状況は以下の通りである。
| 月日    | 対戦相手           | 白石敏男              | 藤井勇            |
| ------- | ------------------ | --------------------- | ----------------- |
| 5月20日 | セネタース         | 5回裏、藤村隆男の代打 | 不出場            |
| 5月23日 | 近畿グレートリング | 1番・遊撃手で先発     | 4番・右翼手で先発 |
| 5月24日 | 阪急軍             | 1番・遊撃手で先発     | 4番・右翼手で先発 |
| 5月26日 | 近畿グレートリング | 不出場                | 4番・右翼手で先発 |

このうち5月23日に阪急西宮球場で行われた近畿グレートリング戦は7-4でパシフィックが勝っていた試合の勝敗がひっくり返ってしまい、これが効いて近畿グレートリングは東京巨人軍に1ゲーム差をつけての初優勝を果たした（放棄・没収試合の場合には個人成績は残るものの、このケースのように勝敗がひっくり返った場合は勝利投手・敗戦投手の記録だけが抹消される）。放棄・没収試合を2回以上犯したのは他に大阪タイガース・阪神タイガース（1954年[この時は大阪タイガース]・1967年[この時は阪神タイガース]）だけであるが、1年で複数回犯したのはこの時のパシフィックだけであった。

### 10点差を大逆転
日本プロ野球における最大点差の逆転ゲームは10点差で過去に4度あるが、その第1号は1949年10月2日、京都衣笠球場での大映スターズとのダブルヘッダー第2試合で大陽が記録した。
|      | 1 | 2 | 3 | 4 | 5 | 6 | 7 | 8 | 9  | R  |
| ---- | - | - | - | - | - | - | - | - | -- | -- |
| 大映 | 1 | 0 | 9 | 0 | 0 | 0 | 0 | 0 | 0  | 10 |
| 大陽 | 0 | 0 | 0 | 0 | 0 | 3 | 4 | 3 | 1x | 11 |

この試合では初回に大岡虎雄のタイムリーで先制した大映が、3回には大陽先発・宮沢基一郎とリリーフ・江田貢一に集中打を浴びせ、10点をリードする。一方、大映先発のルーキー・小川善治は大陽打線を5回まで1安打に抑える好投を見せる。この試合の前に行われた第1試合でも大映が10-3と大勝しており、2試合続けて白けたゲームを見せられる羽目になったファンは「金返せ!」「監督代われ!」と大陽ナインに対し罵声を浴びせた。
しかし6回、木村勉のショートゴロを山田潔がエラー。このプレーが試合の流れを激変させる。この回藤井勇と岩本義行の連続二塁打で3点を返すと、続く7回には藤井が満塁本塁打を放って小川をKO。8回からリリーフに立った姫野好治も火が付いた大陽打線の勢いを止められず、四球と暴投で2点を失った後、藤井に左中間二塁打を打たれ、同点に追いつかれてしまう。最後は9回2死満塁の場面で大映3番手・木場巌が田川豊に痛恨の押し出し死球を与えてしまい、大陽が10点のビハインドをひっくり返して勝ってしまった。
この試合では藤井が3打数3安打7打点と大暴れ。また2番手投手の江田が投げては4回以降を6安打無失点で踏ん張り、打っては2安打と投打にわたる活躍を見せた。
大陽は翌1950年から球団名を「松竹ロビンス」とするが、ここで10点差逆転を再現してしまう。舞台は1951年5月19日、大分県立春日浦野球場での大洋ホエールズ戦。
|      | 1 | 2 | 3 | 4 | 5 | 6 | 7 | 8 | 9 | R  |
| ---- | - | - | - | - | - | - | - | - | - | -- |
| 松竹 | 0 | 0 | 0 | 0 | 1 | 1 | 3 | 5 | 3 | 13 |
| 大洋 | 0 | 3 | 4 | 1 | 1 | 3 | 0 | 0 | 0 | 12 |

この試合では大洋が松竹先発・林茂と2番手・井筒研一に襲い掛かり、矢野純一と杉浦清が各2本塁打、さらに投手の高野裕良も本塁打を放ち、6回までに12-2とリードした。ところがこの大量リードで、大洋は疲れの見える高野の交代機を逃してしまう。2点差まで追い上げられた9回にようやく林直明に交代したが、「水爆打線」の異名を持つ松竹の重量打線を止めることができず、逆転負けを食らってしまった。
この試合では小鶴誠が2本塁打6打点と4番打者の働きを見せ、また3番手投手・小林恒夫が3ラン本塁打を放ち、勝利投手となった。
10点差逆転はその後、1997年8月24日に近鉄バファローズが対千葉ロッテマリーンズ戦（大阪ドーム）と、2017年7月26日に東京ヤクルトスワローズが対中日ドラゴンズ戦（神宮球場）で記録している。

## 備考
- 田村駒治郎が球団運営からの撤退を余儀なくされたのは表向き大洋球団（大洋ホエールズ）との合併であるが、上記のとおり田村駒が経営危機に陥っていたことも要因であった。田村駒はその後三和銀行（現・三菱UFJ銀行）の協力を取り付けて再建に成功し、中堅繊維商社として現在に至る[42][43]。なお、大洋ホエールズの後継球団に当たる現在の横浜DeNAベイスターズと田村駒との間には全く関係はない。
- 松竹の球団経営参画は既述の通りスポンサーとしてであり、ネーミングライツに近かった。ただし、球団経営は田村が掌握していたものの、役員は派遣していた。松竹も横浜DeNAベイスターズとは直接の関係はないが、松竹の大株主上位10社の中にはかつての同球団のオーナー企業であるTBSホールディングス（TBSHD）が名を連ねている[注釈 16]。
- 2023年1月29日、歌舞伎役者として活躍する二代目尾上松也により「松竹ロビンス」が結成された。尾上は野球ファンであり、日本にアメリカ合衆国から野球が伝来されて150周年となったのを記念した各事業の一つとして日本プロ野球名球会が企画した記念試合の相手となった際[44]、学生野球経験者の上地雄輔や稲村亜美、十種競技出身の武井壮などを集めた「芸能人チーム」の名称として、歌舞伎の興行主である松竹株式会社がかつてスポンサーを務めていた「松竹ロビンス」を選んだ。試合の告知ポスターでは尾上のチームを「復刻・初代セリーグ覇者【松竹ロビンス】」として紹介し、愛媛県松山市の松山中央公園野球場（坊ちゃんスタジアム）で行われた実際の試合では、ロビンスは1950年のセリーグ優勝時に着用した際のデザインに近い、胸の部分全体に赤文字で右上がりに「Robins」と表記されたユニフォームを着用した[注釈 17][45]。試合後には尾上の着用したユニフォームなどが身体障害者野球の振興資金としてオークションで競売された。